# David Haladjian

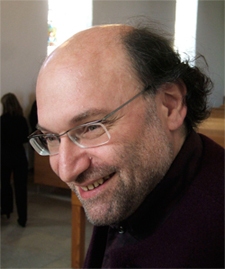
David Haladjian

David Haladjian (auch Davit Halajyan; armenisch: Դավիթ Հալաջյան) (* 7. Februar 1962 in Jerewan, Armenische SSR, UdSSR) ist ein armenischer, in der Schweiz lebender Komponist, Dirigent und Musikwissenschaftler.

## Leben
David Haladjian studierte am Musikkolleg „Romanos Melikjan“ Komposition und Klavier. Anschließend studierte er am staatlichen Komitas-Konservatorium Jerewan Komposition bei Edgar Howhannisjan, Orchestrierung bei Awet Terterjan, Dirigieren bei Hakob Woskanyan. Nach dem Abschluss erwarb das Höhere Lehramt für musiktheoretische Fächer. Am gleichen Konservatorium absolvierte er das Postgraduale Studium mit Lizenziat und einer Dissertationsarbeit in den Fächern Komposition und Musikwissenschaft. Bereits während seiner Studienzeit arbeitete David Haladjian im staatlichen Radio und Fernsehen Armeniens als Musikredaktor und von 1987 bis 1991 als Dirigent des Konservatoriumchores Jerewan. Im Jahre 1991 kam David Haladjian in die Schweiz, wo er sich im Bereiche der Elektroakustischen Musik an der Musikakademie Basel bei Thomas Kessler und an der Musikhochschule Zürich bei Gerald Bennett weiterbildete. Gegenwärtig ist er als Komponist, Dirigent und Musiklehrer tätig.
Ein wichtiger Bestandteil der musikalischen Tätigkeit ist das Unterrichten, gegenwärtig unterrichtet er Klavier an der Musikschule Zumikon und an der Musikschule Konservatorium Zürich. Haladjian leitet den Singkreis Maur und den Kammerchor Akusma.
Mehrere Kompositionen von David Haladjian wurden in verschiedenen Konzerten und Musikfestivals in Armenien, Deutschland, Israel, den USA, Japan, Russland und der Schweiz aufgeführt.

## Diskografie
- „Stabat Mater“, MEG Recordings, Cambridge, U.S.A., 1992
- „O Herr, wenn Du…“, Art & Electronics, Boston, U.S.A, 1992
- „Songs Of Love And Death“, Russian Disc, Moscow, Russia, 1993
- „Fuggita, Sparita, Scomparsa…“, in „Works from the Swiss Center for Computer Music 1985-95“
- „Mut zum teilen“, Sony Switzerland, 1995
- „Music in the shade“, 2001, Germany
- „Die Austreibung der Menschheit“, 2005 Deutschland
- „Songs of Trees“, in Switch by Galan Trio, 2017, Greece
- „Lorik - Movie Soundtrack“, 2018, Switzerland

## Werke (Auswahl)
- 1987: „Nach Gedichten von P. Durian“, Kantate für Chor a cappella, Aufnahme: R & TV Armenien
- 1988: „Pawel Filonow“, Kantate für Sprecher, Chor und Streicher, Produktion Filmstudio Lenfilm, St. Petersburg, 1998
- 1988: „Stabat Mater“ für Frauenchor a cappella, CD von MEG Recordings, Boston, 1992,
- 1988: „Songs of Love and Death“ für Chor a cappella, CD von “Russian Disc”, 1993
- 1989: „O Herr, wenn Du…“ nach Psalm 51 für Chor a cappella, CD von Art & Electronics, USA, 1992
- 1989: „Missa Memorium“, Konzert für gemischten Chor a cappella
- 1992: „…fuggita…sparita…scomparsa…“, elektroakustische Komposition, CD vom Schweizerischen Zentrum für Computer Music, Zürich, 1995
- 1993: „Tuba Mirum“ für Chor a cappella (uraufgeführt am internationalen Chorfestival der Harward University), Aufnahme: R & TV Armenien
- 1996: „Missa de Lumine“, Konzertmesse (Dauer ca. 85 min.) für Solisten, Chor und Kammerorchester. 50 Aufführungen seit der Premiere 1996 in Zürich.
- 1998: „Mache Dich Auf“, Kantate für Sopran solo, gemischten Chor und Kammerorchester; Auftragswerk des Kirchenmusikverbandes Thurgau
- 2001: „Why is my Verse“ after Sonnett 76 of Shakespeare für Chor a cappella
- 2002: „Dona nobis pacem“ für Frauenchor a cappella
- 2004: "Musik im Schatten" - 5 Werke für Streichorchester ("My Gift", "My Light", "My Calmness", "My Move", "My Verse")
- 2005: „Die Austreibung der Menschheit“ für Chor und Duduk, Auftrag der A.T. Wegner Gesellschaft
- 2006: „the rest is silence …“ für Oboe, Klarinette, Violine, Viola, Kontrabass; Auftrag von Dilijan Chamber Music Series/Lark Musical Society, USA
- 2011: „O, Rex“ nach Gedichten von Boethius - für Soprano Solo, Chor & Violoncello, Auftragswerk der Evangelischen Kirchgemeinde Maur, ZH
- 2013: „Das dreifarbene Meer“ für Oktett, Auftragswerk des „Schweizer Oktett“, Zürich
- 2014: „Mein Lied ist noch nicht aus“ für 8 Stimmen & 8 Instrumente. Auftragswerk des „Schweizer Oktett“, Zürich
- 2016: Trio for Violin, Cello & Piano - Commission of Galan Trio, Athene
- 2016: Violin Concerto - Commission of the Festival "Herbst in der Helferei", Zürich, Switzerland
- 2017: Music for Film "Lorik"
- 2018: Music for Film "Aniko"
- 2020: "Stabat Mater" für Soprano Solo, Gemischten Chor und Orchester, (Dauer ca. 60 min.)

## Filmmusik
- „Hasenjagd“ - Regisseur Alexander Andranikyan, Armenfilm Studio[2]
- „Pavel Filonov“ - Regisseur Valeriy Naumov, Lenfilm Studio
- "Lorik" - Regisseur Alexey Zlobin, Armenia, Switzerland, Cyprus
- "Aniko" - Regisseur Anna Harutyunyan, Armenia

## Auszeichnungen
- Goldene Medaille des Kulturministeriums der Armenischen Republik „Grigor Narekatsi“ 2012
- Medaille des Präsidenten der Armenischen Republik „Movses Khorenatsi“ 2013[3] „Medals of the Republic of Armenia“
- The Best Music Award at the 17th Spirit of Fire International Film Festival in Khanty-Mansiysk.